# Максимовка (Алтайский край)
Максимовка — село в Алтайском крае России. Входит в городской округ город Славгород.

## География
Расположен на северо-западе края в центральной части Кулундинской равнины, у балки (реки с временной руслом), разделяющей село от соседней Андреевки.
Климат
резко континентальный. Средняя температура января −18,9 °C, июля +20,8 °C. Количество атмосферных осадков — 250—290 мм.

## История
Основано в 1909 году, так же, как и близлежащая Андреевка.
В 1928 году посёлок Максимовка состоял из 82 хозяйств. Являлся центром Максимовского сельсовета Славгородского района Славгородского округа Сибирского края.

## Население
| 1997 | 1998 | 1999 | 2000 | 2001 | 2002 | 2003 | 2004 | 2005 |
| ---- | ---- | ---- | ---- | ---- | ---- | ---- | ---- | ---- |
| 290  | ↗293 | ↘292 | ↘291 | ↗307 | ↘304 | ↘278 | ↗301 | ↘275 |
| 2006 | 2007 | 2008 | 2009 | 2010 | 2011 | 2012 | 2013 |      |
| →275 | ↘262 | ↘257 | ↘221 | ↘210 | ↘206 | ↘195 | ↘194 |      |

Гендерный состав
В 1928 году проживало 475 человек, из них 223 мужчины и 252 женщины.
Национальный состав
В 1928 году основное население — украинцы.
Согласно результатам переписи 2002 года, в национальной структуре населения русские составляли 55 % от 291 человека.

## Инфраструктура
Действует филиал МБОУ Славгородская СОШ «Максимовская основная общеобразовательная школа», отделение почтовой связи 658849.

## Транспорт
Село доступно автомобильным транспортом. С соседним селом Андреевка связано двумя переходами через балку.
Просёлочные дороги выходят на автодорогу регионального значения «Крутиха — Панкрушиха — Хабары — Славгород — граница с Республикой Казахстан» (идентификационный номер 01 ОП РЗ 01К-08).